# Igal Talmi
Igal Talmi (en hebreo: יגאל תלמי) (Kiev, Ucrania, 31 de enero de 1925) es un físico nuclear israelí.

## Biografía
Igal Talmi nació en 1925 en Kiev, Ucrania, entonces parte de la Unión Soviética. Su familia emigró a Eretz Israel ese mismo año estableciéndose en Kfar Yehezkel. Después de graduarse en el Herzliya Gymnasium en Tel Aviv en 1942, se unió al Palmaj.
En 1947, Talmi completó su maestría en física en la Universidad Hebrea de Jerusalén, escribiendo su tesis bajo la dirección de Giulio Racah. En 1949, obtuvo su doctorado en la Escuela Politécnica Federal de Zúrich en Suiza con Wolfgang Pauli. De 1952 a 1954, fue investigador en la Universidad de Princeton, donde trabajó con Eugene Wigner.
Igal está casado con Chana (Kivelewitz). Tienen dos hijos: el profesor Yoav P. Talmi, médico neurocirujano de cabeza y cuello; y la profesora Tamar Dayan, zoóloga que está casada con el Aluf (general) Uzi Dayan.

## Carrera científica
En 1954, Talmi se unió al Instituto Weizmann de Ciencias, donde se convirtió en profesor de física en 1958 y posteriormente fue uno de los fundadores del Departamento de Física Nuclear del instituto. Se desempeñó como Director del Departamento de Física Nuclear (1967-1976) y Decano de la Facultad de Física (1970-1984). Talmi pasó años sabáticos en las universidades de Princeton, Stanford, el Instituto Tecnológico de Massachusetts (MIT), Yale y otras, como profesor invitado.
Talmi ha sido miembro de la Academia de Ciencias y Humanidades de Israel desde 1963 y fue presidente de la División de Ciencias de 1974 a 1980. También sirvió en la Comisión de Energía Atómica de Israel.
Además de sus influyentes artículos y conferencias, Talmi también escribió dos libros que sirvieron como guías y compañeros para generaciones de teóricos de la estructura nuclear. El primero, escrito con Amos de-Shalit, siendo una verdadera biblia de la Teoría de placas y el segundo, escrito unos 30 años después, continuó la tradición de ser un compendio exhaustivo de resultados y derivaciones relevantes.

### Investigación en física nuclear
El principal campo de investigación de Talmi es la teoría de la estructura nuclear. El núcleo atómico puede estar compuesto por una gran cantidad de protones y neutrones que se mueven debido a las fuertes interacciones entre ellos. A pesar de su complejidad, los núcleos exhiben algunas características simples y regulares. Lo que es más importante, los núcleos se comportan como si se movieran de forma independiente en un pozo de potencial estático común. Esto da lugar a la existencia de capas de protones y neutrones muy parecidas a las capas electrónicas de los átomos. 
Los núcleos cuyas capas de protones y neutrones están completas tienen una estabilidad especial y el número de protones y de neutrones en ellos se llama números mágicos. Esta imagen del núcleo se denomina modelo de capas nuclear para obtener la información de los datos experimentales y utilizarla para calcular y predecir energías que no se han medido. Este método ha sido utilizado con éxito por muchos físicos nucleares y ha llevado a una comprensión más profunda de la estructura nuclear. 
Para calcular las energías de los estados nucleares es necesario conocer la forma exacta de las fuerzas que actúan entre los constituyentes nucleares. Estos todavía no son suficientemente conocidos incluso después de muchos años de investigación. Talmi desarrolló un método para obtener la información de los datos experimentales y utilizarla para calcular y predecir energías que no han sido medidas. Este método ha sido utilizado con éxito por muchos físicos nucleares y ha llevado a una comprensión más profunda de la estructura nuclear. 
Se desarrolló la teoría que da una buena descripción de estas propiedades. Esta descripción resultó proporcionar la base del modelo de caparazón de los elegantes y exitosos modelos de bosones interactivos. Talmi también participó en el estudio de mapeos explícitos de fermión-bosón necesarios para conectar el modelo de bosón interactuante con sus raíces de modelo de capa y en la introducción del análogo de espín F de bosón al isospín de nucleón.

## Premios y reconocimientos
- En 1962, galardonado con el Premio Weizmann de la Municipalidad de Tel Aviv.
- En 1965, recibió el Premio Israel de Ciencias exactas, junto con su colega el profesor Amos de-Shalit,[9] por su trabajo sobre el "modelo de caparazón" de Física nuclear.
- En 1971, recibió el Premio Rothschild.
- En 1972, elegido miembro de la American Physical Society
- En 2000, recibió el Premio Hans Bethe[10] de la American Physical Society.
- En 2003, recibió el Premio EMET,[11][12] presentado por el Primer ministro de Israel.

## Obras publicadas
- Teoría de la capa nuclear, coautor Amos de-Shalit (1963) Academic Press, (reimpreso por Dover Publications)
- Modelos simples de núcleos complejos: el modelo de caparazón y el modelo de bosón interactivo (1993) Harwood Academic Publishers